# Kreisleiter

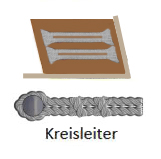
Insignias de rango de un Kreisleiter en 1930.

Kreisleiter (en español: Líder del Condado) fue un rango y título político del Partido Nacionalsocialista Obrero Alemán que existió como rango político entre 1930 y 1945 y como título del Partido Nacionalsocialista desde 1928. La posición de Kreisleiter se formó por primera vez para proporcionar la coordinación del distrito electoral alemán y, después de que los nacionalsocialistas asumieran el poder, este grado se usó para ejercer el gobierno municipal de determinados condados, reemplazando efectivamente al establecimiento tradicional del gobierno alemán.
El rango de Kreisleiter fue eliminado del partido en 1939, para ser reemplazado por uno de varios otros rangos políticos militares. Después de este tiempo, la posición jerárquica de Kreisleiter fue denotada por un brazalete especial.
En la jerarquía del partido, el Kreisleiter era el cuarto nivel, por debajo del Führer, Adolf Hitler, los diecisiete Reichsleiter y los cuarenta y dos Gauleiter. El grado subalterno al de Kreisleiter era el Ortsgruppenleiter.